# 福治谷號航空母艦
福治谷號航空母艦（英語：USS Valley Forge CV-45）是一艘隸屬於美國海軍的航空母艦，為艾塞克斯級航空母艦的23號艦，在非官方上亦是長艦體艾塞克斯級的13號艦。她是美軍第一艘以福吉谷（Valley Forge）為名的軍艦，以紀念美國獨立戰爭期間華盛頓與大陸軍在1777年冬天艱苦駐紮的陣地。服役期間，福治谷號亦獲得了快活谷（Happy Valley）的綽號。
福治谷號在第二次世界大戰期間建造，但在戰後下水。按建造日期，她是美國最後建造的一艘艾塞克斯級；但按舷號次序，最後一艘艾塞克斯級是菲律賓海號。福治谷號是第一艘參與韓戰的美國航空母艦，並分別進行了四次韓戰巡航，期間被重編為攻擊航母，舷號改為CVA-45。韓戰後福治谷號留在太平洋艦隊，於1954年改為反潛航母（CVS-45），再於1961年改建為兩棲突擊艦，編號改為LPH-8。1964年起，福治谷號多次搭載美國海軍陸戰隊前往越戰戰場。1970年福治谷號退役除籍，並於1971年被海軍出售拆解。
福治谷號未有進行SCB-27及SCB-125改建，故其仍有建成時的開放式艦艏，亦未有斜角飛行甲板。

## 建造與早年服役
福治谷號於1944年9月7日在費城造船廠開始建造。其時正值二次大戰，美軍在各地發行戰時債券。費城市民買下了七千六百萬美元（$76,000,000）債券，籌集經費，建造福治谷號。1945年8月15日，日本投降，福治谷號仍在建造之中。11月18日，福治谷號舉行下水禮，並在1946年11月3日服役。12月10日，福治谷號在特拉華河處女航，然後返回船廠。
1947年1月4日，福治谷號前往約克鎮裝載彈藥，然後到諾福克海軍基地消磁（Degauss）。稍後福治谷號在附近海域演練。24日福治谷號進行適航測試，前往關塔那摩灣，期間進行演練，於3月19日返回諾福克維修。
7月14日，福治谷號離開美國東海岸，在8月5日途經巴拿馬運河，於14日抵達新母港聖地牙哥，加入太平洋艦隊。接著福治谷號在美國西海岸演練。
10月9日，福治谷號離開聖地牙哥，首次到西太平洋巡航。福治谷號先前往珍珠港，於14日抵達。接著兩個月福治谷號繼續演練。1948年1月16日，福治谷號前往南太平洋，原訂訪問奧克蘭，中途改道悉尼，於30日抵達。2月4日福治谷號前往下一站香港，在18日抵達。21日福治谷號再起行前往青島，並與同行的巡洋艦於海上演習。
福治谷號於29日離開青島，並在3月1日接到命令，作環球航行。8日福治谷號抵達新加坡；11日前往亭可馬里；17日前往沙地阿拉伯火爐角（Ras Tanura）；4月3日則通過蘇伊士運河。6日至9日福治谷號與大西洋艦隊的菲律賓海號等艦演習。11日福治谷號抵達直布羅陀。23日福治谷號前往挪威卑爾根，經愛爾蘭海聖喬治海峽（St. George's Channel），於29日抵達。5月4日，福治谷號派機隊在奧斯陸上空列隊巡遊，並在空中拼出挪威國王哈康七世字樣，然後前往英國樸次茅夫海軍基地，於6日抵達。13日福治谷號啟程返國，22日先於紐約停留，再於6月4日通過巴拿馬運河，11日返抵聖地牙哥。14日福治谷號前往長灘船廠，進行維修。維修後福治谷號在西海岸進行演練。
1949年10月1日，福治谷號離開聖地牙哥，前往珍珠港參與登陸作戰演習，稍後返回。
1950年5月1日，福治谷號再次前往西太平洋。28日福治谷號在關島接替返國修理的拳師號，在6月1日抵達馬尼拉，並在6日於菲律賓蘇比克灣（Subic bay）停泊。稍後福治谷號前往香港，並於19日抵達。

## 韓戰

### 戰事初期

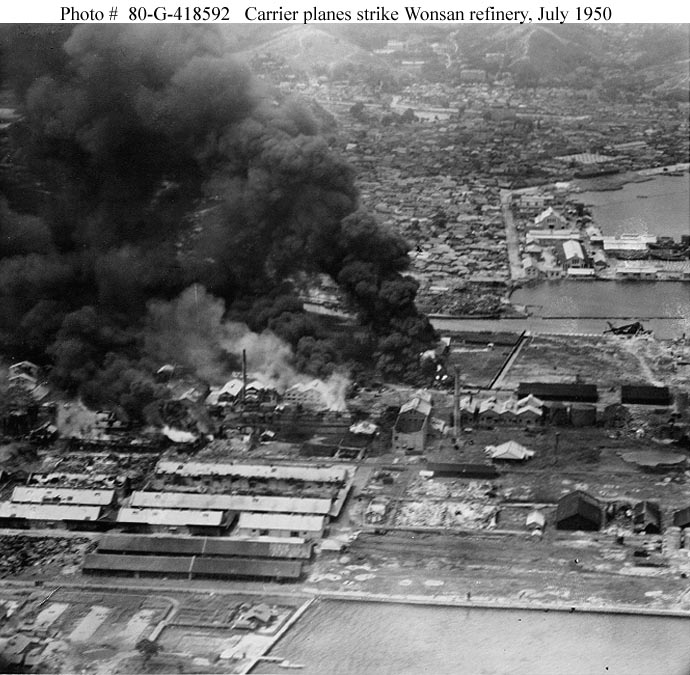
1950年7月18日，福治谷號攻擊元山油庫，引發大火。圖為偵察機於攻擊後拍攝。

6月25日，朝鮮人民軍越過三八線，韓戰爆發。此時艦隊在西太平洋只有福治谷號一艘航空母艦。福治谷號於25日剛離開香港，正前往蘇比克灣，由霍金斯少將（John M. Hoskins）指揮。次日福治谷號抵達蘇比克灣，隨即補充戰備，於28日航向台灣海峽警備，並在29日派飛機到台北上空巡邏。稍後福治谷號在沖繩與英國皇家海軍艦隻會合，然後航向黃海，預備首次空襲。
7月1日，艦隊首次派飛機到平壤。3日上午5時45分，勝利號率先派12架螢火蟲式攻擊機（Fairey Firefly）及九架裝備火箭的海火戰鬥機（Supermarine Seafire），攻擊海州市軍用機場、機庫及鐵路。福治谷號則於6時派16架F4U、12架A-1攻擊機及八架F9F攻擊平壤，摧毀機場全部三個機庫、一個油庫及地面數架戰機，跑道亦因轟炸而無法使用。同日下午兩艘航空母艦再派相當的戰機攻擊平壤的車輛段及橫跨大同江的鐵路橋樑，摧毀15架火車頭，並擊傷多卡車箱，但橋樑只輕微受損。當日福治谷號的F9F擊落了兩架Yak-9，是海軍於韓戰的首兩個戰績。7月4日，艦隊再次攻擊平壤。福治谷號的機隊成功炸毀大同江橋一座橋墩，並擊傷江面數艘炮艇。四架A-1雖被防空炮擊傷，全部成功回航，只有一架A-1降落時無法放下襟翼減速，衝破攔截網，撞毀甲板上一架A-1及兩架F4U，另外三架A-1、一架F4U及兩架F9F受損。稍後福治谷撤回沖繩島休整。
7月16日，福治谷號與艦隊前往朝鮮東海岸，支援預備登陸浦項的美軍騎兵第一師（First cavalry division）。由於颱風格蕾絲（Typhoon Grace）早前吹襲朝鮮半島，登陸艦至18日上午5時才抵達浦項。5時58分，登陸開始。福治谷號先派出機隊，分別作空中掩護及攻擊陸上目標，但浦項並無朝鮮人民軍，登陸未有遇到反抗，攻擊機最後於海上棄置裝備，然後折返；戰鬥機則於空中警備至傍晚。由於缺乏目標，福治谷號即時派七架F9F偵察元山。下午5時，福治谷號派11架A-1及十架F4U攻擊元山油庫。油庫的大火燃燒了四日。當攻擊機隊返回60英里（97）外的福治谷號時，濃煙仍然可視。雖然是次攻擊只有三顆炸彈擊中一個儲存庫，其他全部偏離目標，油庫仍被癱瘓，無法運作。至半夜，登陸艦卸載了10,027名士兵、2,027架載具及2,729噸補給品。19日早上，福治谷號派出13架A-1、19架F4U及24架F9F，攻擊咸興市化工廠及連浦（Yonpo）、善德（Sondok，或三島）兩地空軍機場。下午福治谷號的多波攻擊均受惡劣天氣影響，效果輕微。當晚艦隊前往西海岸。
7月22日，艦隊抵達西海岸。福治谷號派飛機攻擊漢城（今首爾），並為地面部隊提供空中密接支援（Close air support）。但由於通訊不良，飛機最後自行攻擊次要目標，然後返航。23日艦隊離開補給。同日美國陸軍第八軍團發急電，要求海軍即時到東海岸為陸軍提供空中密接支援。第七艦隊司令亞瑟·史儲伯（Arthur Struble）於51分鐘後便答應請求，但同時擔心海軍飛機與陸空軍缺乏良好通訊方法，成效可能有限，更有可能誤傷友軍。由於形勢緊逼，史儲伯下令艦隊加速補給，於24日午夜出發。
7月25日早上8時，福治谷號先派出八架A-1及11架F4U到大邱，由第五航空隊（Fifth Air force）的L-5哨兵式聯絡機引導空中密接支援，而勝利號則負責艦隊戰機掩護，讓福治谷號全力對地支援。然而，史儲伯的擔憂卻逐漸成真。海軍飛機因無線電干擾、失誤地圖及混淆讀音等原因，無法接上空軍飛機，最後要自行尋找目標攻擊。全日只有少數攻擊成功。空軍與海軍在執行空中密接支援上亦有頗大分歧：空軍的密接支援依賴導引飛機於空中指派目標，而目標往往為整片區域；而海軍則多由地面部隊以無線電導引，範圍可縮窄至地面的掩體。接著一日，艦隊攻擊仍然無效，朝鮮人民軍並未受阻，而天氣亦轉趨惡劣，26日晚艦隊改道西海岸補給。
28日早上7時45分，艦隊開始派出飛機。福治谷號的機隊沿西海岸攻擊了木浦、群山及論山等地，直至傍晚。次日艦隊攻擊了河東郡等地，但兩日的攻擊仍受通訊問題困擾。早於27日，艦隊軍官就曾商討解決方法，並派軍官到大邱的聯合作戰中心（Joint Operations Center）與空軍協調；同時勝利號則派員到陸上，從地面引導美軍飛機。不過29日晚勝利號被調離第七艦隊，與皇家海軍艦隻會合，計畫落空。稍後艦隊先到佐世保補給，然後到沖繩島休整。
8月4日晚，福治谷號與菲律賓海號離開沖繩，後者於8月1日趕抵前線。5日艦隊到朝鮮半島南海岸攻擊地面部隊，同時劃分戰區，派海軍飛機協助引導攻擊，稍為舒緩了通訊問題，但指揮權仍在空軍飛機。次日福治谷號與艦隊到西海岸執勤，並在7日撤到外海補給。然而陸上形勢依然不利。同日麥克阿瑟下令海軍及空軍全力支援大韓民國國軍及美軍部隊；史儲伯則將艦隊基地由沖繩遷至佐世保，方便補給。9日福治谷號返回前線，攻擊了仁川及漢城等地，並在13日攻擊三八線以北的目標。14日艦隊返回佐世保補給，次日則應空軍要求，全力協助大韓民國國軍撤出盈德（Yondok）；17日艦隊改派飛機攻擊東海岸的道路及工廠等目標。20日艦隊前往佐世保補給，於次日抵達。
鑑於北韓人民軍再次攻擊洛東江，空軍及釜山聯合作戰中心分別於25日及31日要求海軍再次全力支援地面部隊。25日福治谷號與菲律賓海號離港，在接著兩日於東海岸作空中密接支援，但再因通訊問題而效果甚微。29及30日艦隊改為攻擊鐵路及水站。31日艦隊接到釜山急電，於9月1日及2日再次支援洛東江地區的地面部隊。首日支援再因通訊問題受阻，但次日海軍派員到釜山協助指揮，支援終於成功。3日艦隊撤出補給，本應停止出擊，但在空軍緊急要求下再派飛機到前線。機隊與導引機雖有良好通訊，但惡劣天氣卻令攻擊受阻。5日艦隊中止攻擊，於6日返抵佐世保維修補給。

### 仁川登陸與中國介入
9月11日，福治谷號與菲律賓海號前往仁川，預備支援仁川登陸。13至15日，福治谷號、菲律賓海號及驅逐艦攻擊仁川港外島嶼，陸戰隊則在15日早上登陸佔據之。中午拳師號從日本趕至。下午5時30分，登陸艦出發往仁川港，並在稍後依次登陸。福治谷號等繼續提供空中支援，並協助美軍於28日重奪漢城，稍後則攻擊三八線以南的殘餘部隊及工業設施至10月3日，然後前往佐世保休整。
10月9日早上，福治谷號及抵達不久的雷伊泰號等艦前往元山，支援將登陸當地的第十軍（X corps）。後者由海軍陸戰隊第一、第五、第七師及陸軍步兵第七師組成，於10月8日前分別在仁川及釜山登艦，前往東海岸。而掃雷艦則在6日出發，並在10日開始掃雷。艦隊原本預計掃雷任務可於五日內完成，而登陸則於20日開始；但掃雷艦遇上諸多阻滯，要到25日方完成任務，且有兩艘掃雷艦於12日觸雷沉沒。10月10日，大韓民國國軍佔領元山，但美軍登陸艦仍在往返日本海，等待航道清理。直到26日陸戰隊第一師才在元山登陸。29日步兵第七師則在利原郡登陸。福治谷號繼續提供空中支援，於月底返回佐世保。
仁川及元山登陸後，聯合國軍於三八線以北迅速行軍，以望於聖誕節前抵達鴨綠江，擊敗北韓。艦隊航空母艦出擊次數相應減低。然而早在10月16日，美軍已接獲情報，指中國將派遣志願軍支援北韓。25日，志願軍發動第一次戰役。為阻止志願軍後援進入北方，麥克阿瑟要求海軍派飛機截斷沿鴨綠江的橋樑。11月5日，福治谷號離開佐世保，在東海岸為第十軍偵察，並間中作密接支援。9日菲律賓海號由橫須賀抵達前線，與福治谷號及雷伊泰號會合。艦隊在9日至21日之間，分別發動了八日攻擊，切斷三條連接新義州與安東及惠山津（Hyesanjin）至中國的高速公路橋，並擊傷其他地區四座公路鐵路橋。海軍飛行員亦首次與米格-15交火。菲律賓海號一架F9F2於9日擊落第一架米格；福治谷號與雷伊泰號則在18日各自擊落一架；連日攻擊，三艦的飛機均未有受損。然而寒冬令鴨綠江結冰，切斷橋樑未能有效阻止志願軍前進。福治谷號於19日離開艦隊，前往橫須賀，然後啟程返回美國修理，結束近五個月的韓戰巡航。

### 二次巡航與興南撤退

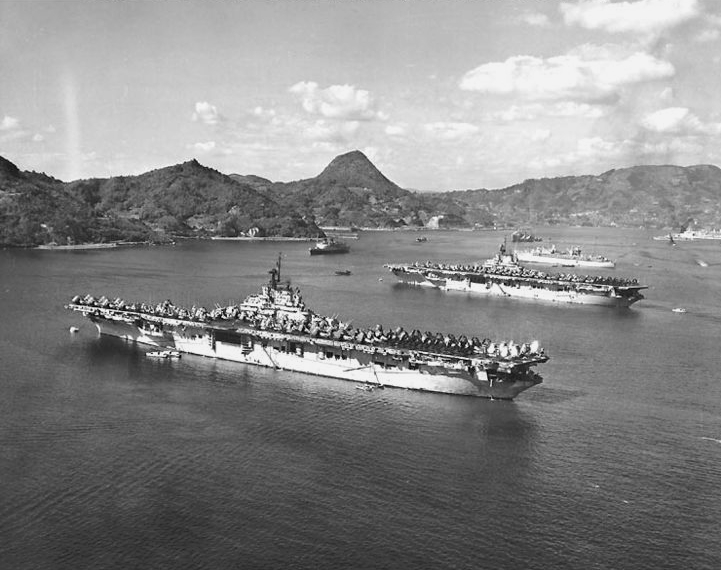
1950年10月底，兩艘美軍航空母艦從韓戰戰場返回佐世保休整。前景為作戰近三個月的福治谷號，後一艘則為雷伊泰號。

12月1日，福治谷號返抵聖地牙哥，並在中午停泊到碼頭。但在一星期前，志願軍發動第二次戰役，清川江戰役及長津湖戰役分別於25日及27日爆發。西線的第八軍團與東線的第十軍被突襲及包圍。29日陸戰隊向海軍發急電，要求第七艦隊加緊支援第十軍；12月3日海軍與空軍商討後，下令航空母艦編隊（即第77特遣艦隊，Task Force 77）全力支援東面戰場，西面則由空軍負責，並同時準備在興南（Hungnam）撤走第十軍。
鑑於形勢危急，福治谷號即時取消原訂維修，在3日替換艦載機隊，並迅速補給。12月6日，返美不足一星期的福治谷號，先途經珍珠港，於16日趕抵橫須賀。19日福治谷號獨自前往會合艦隊，於22日傍晚抵達。其時長津湖戰役早已結束，第十軍與難民亦快將完成撤退。福治谷號在次日出擊56次，主要攻擊咸興市附近的志願軍，以及長津湖一帶的東北地區。24日，美軍摧毀興南港口設施，志願軍則在平安夜佔領當地。福治谷號與艦隊撤到外海補給數日，然後在28日至30日攻擊地面目標，於31日再次補給。1951年1月，福治谷號等艦繼續在東海岸作密接支援，於15日後同時攻擊公路橋樑。19日福治谷號前往佐世保休整。
1月31日福治谷號離開港口，於2月1日與菲律賓海號等會合。其時艦隊減少密接支援，轉為切斷北韓各處的鐵路及公路，以延緩志願軍南進，甚至切割其部隊。福治谷號於5日摧毀一座鐵路橋的兩座橋墩，又於10日擊傷兩座鐵路橋及一座公路橋，並連日攻擊地面部隊及軍營。期間艦隊偶因嚴寒天氣而停止起降飛機。16日，海軍開始從海路包圍元山。26日福治谷號前往橫須賀，在3月2日抵達，進行維修。8日海軍開始從海路封鎖城津市。
3月11日，福治谷號完成維修，與密蘇里號同行，於13日會合艦隊，同時進行補給。次日開始，福治谷號全力切斷鐵路道路，並為密蘇里號及同行的巡洋艦驅逐艦引導炮火。所有航空母艦幾乎每日均摧毀或擊數座橋樑。但切割行動不久便演變為破壞與搶修之爭：美軍每每擊傷一座橋樑，志願軍或朝鮮人民軍便於入黑後搶修，恢復通行。當中又以吉州郡南方的「卡森谷地」（Carlson's Canyon）鐵路橋為最。早前3月2日，普林斯頓號發現該座鐵路橋，並分別用上三日攻擊，六座橋墩有兩座被摧毀。然而14日橋樑已將近完全修復。福治谷號等艦於15日聯合攻擊卡森谷地鐵路橋，並用上凝固汽油彈，燒毀維修後的木質承托結構，並再摧毀另外兩座橋墩。接著數日福治谷號等改為切斷谷地以南的鐵路線，並用延時炸彈嘗試摧毀隧道口。20日美軍偵察發現卡森谷地附近堆起維修物料，30日更發現橋樑已完全修復，可以通車。然而福治谷號未有繼續戰鬥，於26日被拳師號接替，前往橫須賀替換機隊，再在29日啟程返國。此時福治谷號已連續十個月在外執勤。4月7日，福治谷號返抵聖地牙哥卸載機隊，再往北到布雷默頓船廠大修。14日，麥克阿瑟被杜魯門解職。

### 三次巡航
8月10日，福治谷號回到母港聖地牙哥。10月15日，福治谷號開始第三次韓戰巡航。11月26日福治谷號離開珍珠港，於12月4日抵達橫須賀。艦上人員到將返國的好人理查號與其航空團開會，並在稍後到艾塞克斯號訓練。7日福治谷號離開橫須賀，於11日與艦隊會合。同行的航空母艦尚有安提頓號。艦隊航空母艦日復日切斷北韓各地鐵路。福治谷號於20日切斷28段鐵軌；於1952年1月6日摧毀四座鐵路橋，擊傷另外三座；8日又攻擊了八座鐵路橋及三條繞道。然而北韓技工夜復夜搶修，志願軍亦改在黑夜以貨車甚至獸力補給。艦隊稍後開始代號月光奏鳴曲（Moonlight Sonata）的夜間行動。航空母艦透過月光尋找夜間補給列車，然後攻擊。然而每月只有數日有充足月光，天氣亦未必良好，成效有限。福治谷號於12日及15日分別執行相關行動，在17日到外海補給，然後撤回橫須賀休整十日。艦隊由12月28日至2月1日，切斷了近2,782段鐵軌，摧毀79座鐵路橋及50條繞道。
1月30日，福治谷號重返戰場，在2月1日加入艦隊。艦隊由分散攻擊改為集中切斷所有通往元山的鐵路，並攻擊高原郡、咸興市及興南港一帶的鐵路交匯處。返回日本前，福治谷號共切斷691段鐵軌，又摧毀15座橋樑，擊傷另外5座。18日福治谷號與菲律賓海號聯合攻擊了豐山郡的軍營。20日兩艦一同前往橫須賀休整，在22日抵達。
3月3日，福治谷號離開橫須賀，在兩日後開始戰鬥。切斷鐵路仍為艦隊首要任務。福治谷號於7日切斷124段鐵軌，先打破本艦單日紀錄，繼而在30日切斷144段，打破艦隊航空母艦的單日紀錄。福治谷號亦有派飛機攻擊元山港，而切斷鐵路亦稍見成效。2月1日至3月5日，連接元山與高原的鐵路完全無法通行；通往咸興等地的鐵路亦難以運作。4月2日福治谷號前往橫須賀休整，在兩日後抵達。
4月14日，福治谷號離港執勤，於兩日後會合艦隊，並繼續切斷鐵路及攻擊元山。北韓技工漸掌握到艦隊的夜間出擊時間，並乘戰機離開時才現身搶修，甚至補給。艦隊於5月開始代號失眠行動（Insomnia），隨機重編夜間出擊時間，並成功多次攻擊補給車隊。航空母艦亦開始與炮艦聯合行動。驅逐艦、巡洋艦甚至戰艦開火轟擊陸上防空炮，而航空母艦則在空中轟炸，並引導艦炮。5月7日，福治谷號在補給期間，補給艦電力系統故障，失控撞向福治谷號，但福治谷號損毀輕微。5月15日福治谷號前往橫須賀，在次日抵達。
5月24日，福治谷號再次離開橫須賀，於兩日後會合艦隊。艦隊維持原有任務。6月10日第五次戰役結束。11日福治谷號前往橫須賀，再在稍後啟程回國，於7月3日返抵聖地牙哥，並進入船廠維修，結束第三次韓戰巡航。

### 四次巡航

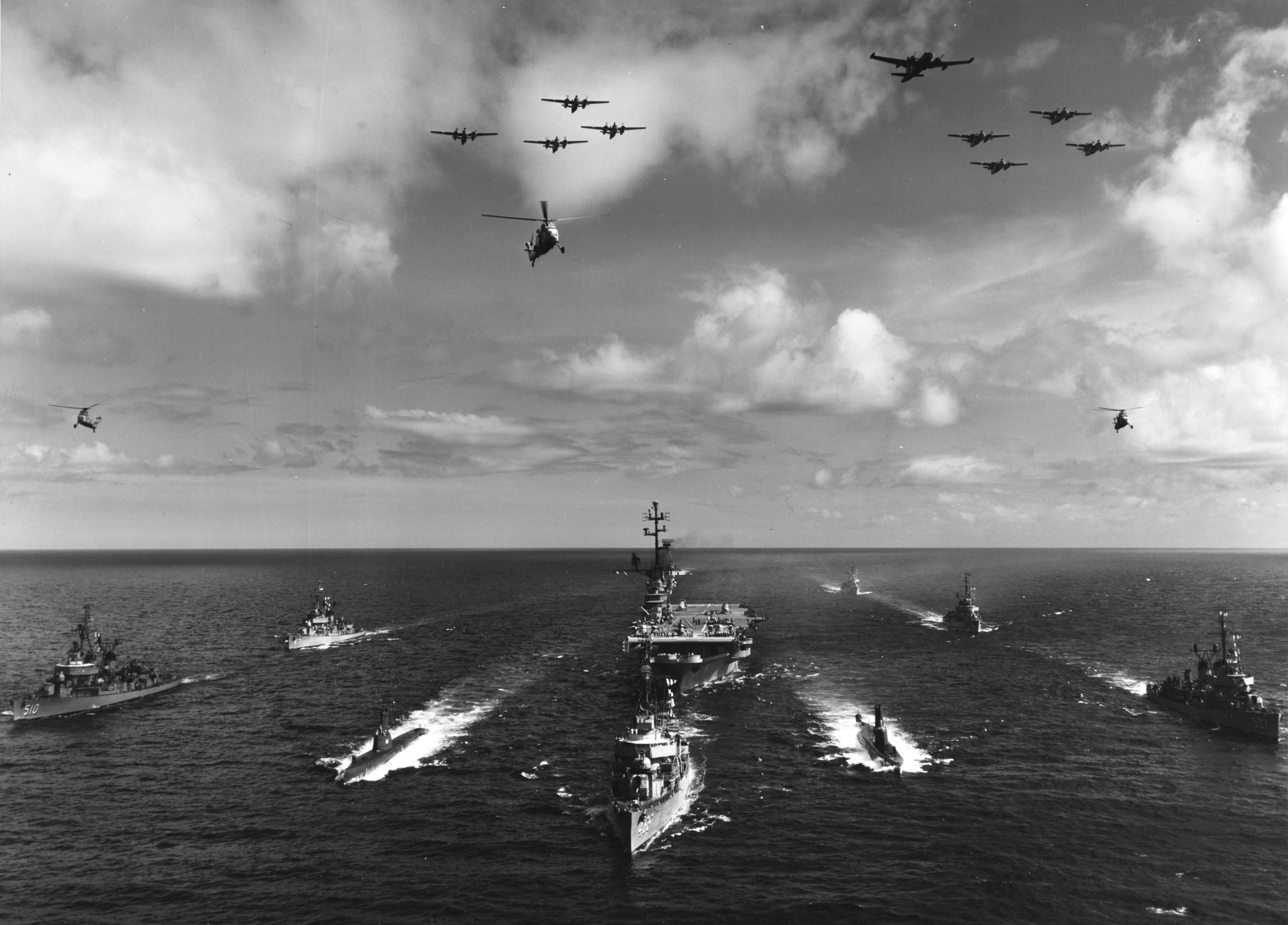
1959年7月26日至27日，福治谷號為首的反潛團進行反潛演習。

維修後，福治谷號進行訓練。10月1日，福治谷號被重編為攻擊航母，編號改為CVA-45。11月20日，福治谷號第四次到韓戰戰場，並先後在珍珠港及橫須賀停留。
12月30日，福治谷號離開橫須賀，在1953年1月2日與艦隊會合。同行的還有密蘇里號、艾塞克斯號、奧里斯卡尼號及奇爾沙治號。此時艦隊已改為執行切羅基攻擊（Cherokee Strikes）及密接支援。福治谷號等艦持續攻擊後方補給點，以至火炮陣地、軍營甚至塹壕，間中攻擊鐵路及貨車。1月22日福治谷號離開艦隊，在25日抵達橫須賀休整。
2月8日，福治谷號離港，於11日恢復戰鬥。艦隊任務依舊；兩軍地面部隊僵持，未有大型戰役。福治谷號繼續執行切羅基攻擊、攻擊補給車隊、切斷道路及為地面部隊提供空中密接支援。執勤範圍由元山到鴨綠江邊境不等。3月15日，福治谷號離開艦隊，先於16日抵達佐世保，再於同日中午前往香港休假，於19日抵達。
休假後，福治谷號返回日本。4月20日，福治谷號離開橫須賀，於22日與艦隊會合。艦隊繼續作空中密接支援、攻擊元山、切斷吉州與端川市之間的鐵路及引導艦炮轟擊城津。5月14日晚福治谷號再次前往橫須賀休整，於17日抵達。
25日，福治谷號離開橫須賀，最後一次參與韓戰，在27日與艦隊會合。此時停戰談判己近尾聲，北韓人民軍開始恢復進攻，並佔領了高城郡附近的錨地山（Anchor Hill）及另外數個據點，以獲取終戰前之勝利。福治谷號等逐漸加強空中密接支援。6月6日，福治谷號轉移部分飛機到拳師號，另一批則飛往厚木，然後前往橫須賀，預備返國。由於颱風朱迪（Typhoon Judy）吹襲，福治谷號在外海改道迴避。9日上午福治谷號再將派一批飛機到厚木，中午抵達橫須賀。指揮官兵轉移到剛抵達的尚普蘭湖號。稍後福治谷號啟程回國維修，於6月25日返抵聖地牙哥。朝鮮停戰協定於7月27日簽訂。

## 反潛航母

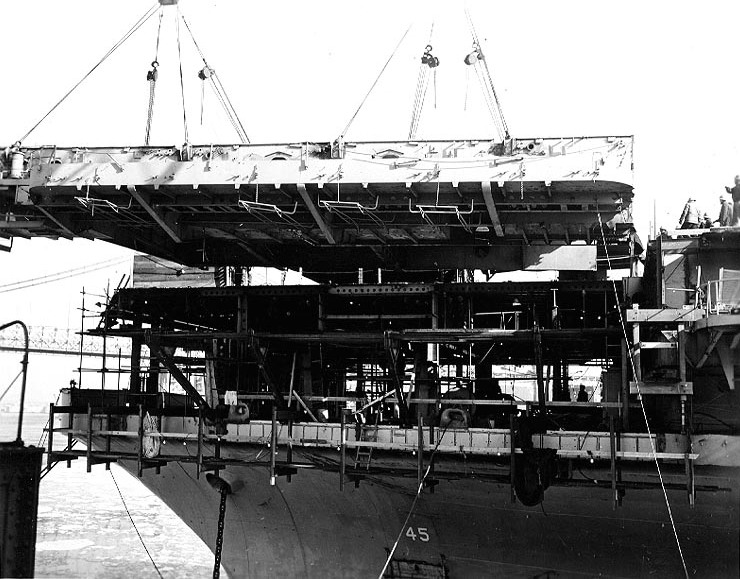
1959年1月24日，福治谷號在紐約船廠維修。前部甲板在日前因風暴受損，海軍將富蘭克林號的甲板切割，並替換到福治谷號。

7月29日，福治谷號經過巴拿馬運河，前往諾福克，並在當地加入大西洋艦隊。稍後福治谷號進入諾福克船廠改建為反潛航母，舷號改為CVS-45。1954年1月起，福治谷號在美國東海岸及加勒比海演練。9月7日，福治谷號前往直布羅陀海峽，參與北約聯合反潛演習。稍後福治谷號前往威爾斯班戈，與英國海軍再作反潛演習，然後訪問巴塞隆拿及直布羅陀，於11月11日返抵諾福克，並進入船廠維修。
1955年1月3日，福治谷號再次離港，於加勒比海作反潛演練，於2月14日返回諾福克。稍後福治谷號繼續在維珍尼亞角（Virginia Capes）訓練。6月20日福治谷號航向新斯科舍哈利法克斯，途中考核美國海軍學院的準尉，於7月9日返回諾福克。稍後福治谷號又訓練了海軍預備役。9月7日，福治谷號到伊比利亞半島外海，與北約海軍再作反潛演練，並訪問了里斯本，於10月返回諾福克。11月與12月，福治谷號留在維珍尼亞角訓練。
1956年1月，福治谷號訪問了紐約，然後到加勒比海演習，在4月返回諾福克。6月福治谷號進入船廠維修，於10月再到加勒比海訓練，於11月26日返回諾福克。
1957年，福治谷號仍以訓練演習為主。10月福治谷號在關塔那摩灣進行了兩棲登陸演習，測試以直升機搭載陸戰隊登陸，而不使用傳統登陸艦。1958年3月，福治谷號再進行兩棲登陸演習，並用直升機運載了近1,400名陸戰隊登陸。平日福治谷號則專注反潛演練。4月1日，二戰期間發明空戰薩奇剪（Thach Weave）戰術的約翰·薩奇（John Thach）擔任福治谷號艦長。同年7月，黎巴嫩危機爆發。福治谷號未有前往中東，繼續作反潛練習，在9月8日進入諾福克船廠修理。10月11日，福治谷號完成維修，在稍後訪問波士頓，然後恢復日常訓練。
1959年1月初，福治谷號在大西洋遭遇風暴，前部甲板損毀，故到紐約船廠維修。為加快修復，海軍將在二戰後退役的富蘭克林號前部甲板切割，替換到福治谷號。2月14日，福治谷號離開船廠，恢復日常反潛演練。9月26日，薩奇艦長任期屆滿。10月至11月18日福治谷號再到紐約船廠維修，稍後又到諾福克船廠更新電子系統。
1960年1月21日，福治谷號再到加勒比海，並發射三個高層等高探測氣球（Skyhook Balloon），探測平流層的宇宙射線。4月2日，福治谷號恢復日常訓練，並在6月9日前往東地中海巡航，途經西班牙、義大利和法國的港口。8月30日福治谷號返抵諾福克，然後恢復反潛演練。12月19日，福治谷號參與水星計畫，回收了水星-紅石1A號太空艙。後者在卡納維拉爾角發射升空，飛行15分鐘45秒後濺落。21日福治谷號在海上拯救28名遇難海員。稍後福治谷號繼續反潛演練。

## 兩棲突擊艦
1961年3月6日，福治谷號進入諾福克船廠改建為兩棲突擊艦，舷號於7月1日改為LPH-8。稍後福治谷號在關塔那摩灣訓練，在9月6日返回諾福克。此時多明尼加共和國因總統拉斐爾·特魯希略遇刺身亡，政局不穩，福治谷號被派往當地警備，隨時撤僑。
1962年1月6日，福治谷號離開諾福克，經巴拿馬運河，於23日抵達加州長灘，再次加入太平洋艦隊，並在當地作兩樓作戰演習。4月福治谷號前往西太平洋。其時老撾內戰加劇，泰國政府請求約翰·甘迺迪派兵，保護泰國免受戰火波及。5月17日福治谷號開始空運陸戰隊登陸泰國。由於戰事未有波及泰國，7月福治谷號召回陸戰隊，在12月返回長灘。巡航期間福治谷號曾到訪馬尼拉、沖繩及香港。
1963年上半葉，福治谷號分別在彭德爾頓海軍陸戰隊基地和夏威夷進行三次兩棲作戰演習。7月1日，福治谷號進入長灘船廠，進行艦隊現代化改建（Fleet Rehabilitation and Modernization, FRAM）。1964年1月27日，福治谷號完成改建，然後斷續在西海岸演練。3月20日，福治谷號再前往西太平洋巡航，並途經珍珠港、沖繩、香港及高雄。5月29日至6月7日，福治谷號與東南亞公約組織（SEATO）成員國海軍進行兩棲作戰演習。菲律賓總統馬卡帕加爾亦曾登艦參觀。稍後福治谷號在蘇比克灣繼續演練。

## 越戰

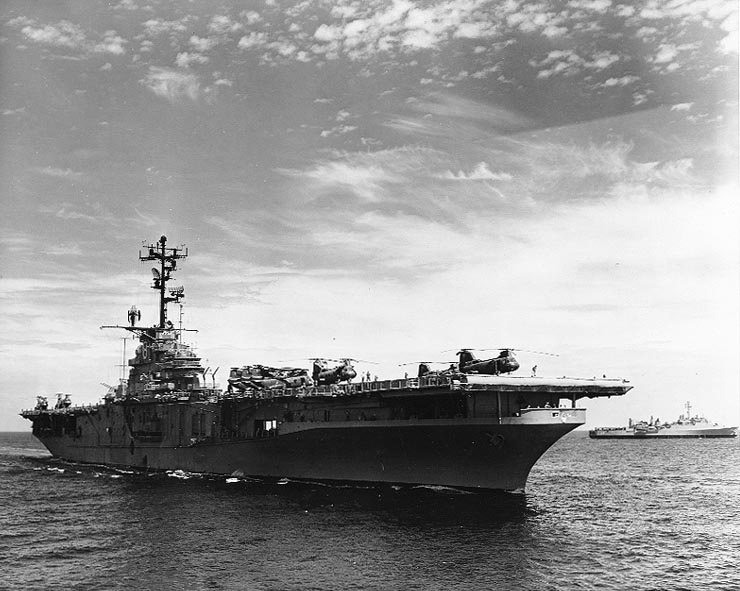
1968年，兩棲突擊艦福治谷號在越南執勤。甲板停泊了海軍陸戰隊的直升機，而非以往的海軍戰機。艦艏的彈射器已被移除，而舷號亦改為LPH-8。

1964年8月2日及4日，北部灣事件發生，美國進一步介入越戰。5日福治谷號為首的兩棲作戰軍艦趕往南中國海。同日提康德羅加號及星座號攻擊了榮市等地的油庫及魚雷艇基地。福治谷號等艦於南北越外海巡邏警備，隨時預備登陸攻擊。然而詹森總統及國防部認為北越已「汲取教訓」，無須登陸攻擊。故福治谷號警備57日後，先前往蘇比克灣，然後到沖繩卸載陸戰隊。
接著福治谷號經中途島，於11月5日返抵長灘，結束巡航。
1965年2月23日至3月12日，福治谷號在美國西海岸演習，然後再次前往西太平洋。此時美軍開始滾雷行動，大規模轟炸北越，仍未能迫使北越停火。威廉·魏摩蘭要求派陸戰隊登陸協助。福治谷號先到珍珠港搭載陸戰隊及直升機，然後運送到沖繩。稍後福治谷號經橫須賀，於4月17日返回長灘。5月24日福治谷號再運送陸戰隊及直升機到沖繩及橫須賀，7月1日返抵長灘。20至22日，福治谷號留在美國，與陸戰隊演習。而8月18日至24日，陸戰隊開始星光行動（Operation Starlight），登陸朱萊（Chu Lai）以南的祥雲村（Van Tuong），並與越共第一團（1st Viet Cong Regiment）激戰。9月福治谷號再次前往日本。9月7日至10日，陸戰隊於越南發動食人魚行動（Operation Piranha），再次攻擊祥雲村，雖迫使越共第一團撤往南方，但未能殲滅其主力。10月至11月之間，福治谷號為首的美國海軍兩棲戰備群（Amphibious Readiness Group），於菲律賓海岸作兩棲登陸演習。
11月6日，福治谷號與蒙特羅斯號（USS Montrose, APA-212）及蒙蒂塞洛號（USS Monticello, LSD-35）前往越南作戰，以接替於1日返航美國的硫磺島號（USS Iwo Jima, LPH-2）。陸戰隊分別於7日及16日至18日，發動兩次藍旗魚行動（Operation Blue Marlin Phase I & II），在會安市以南登陸，追擊越共第一團，但仍未能趕上其主力；福治谷號則留在越南近岸待命，未有參與。而越共第一團主力則在16日晚攻擊並佔領合德縣。17日陸戰隊重奪合德，但為免分散兵力，最終放棄合德。26日，福治谷號參與第四次刺匕首行動（Operation Dagger Thrust Phase IV），派陸戰隊登陸西貢以東90英里（140）的Lang Ke Ga，並突襲匿藏當地的北越部隊。然而登陸點附近並無北越士兵。次日陸戰隊返回艦上。
12月5日，福治谷號參與第五次刺匕首行動，突襲歸仁市以北40英里（64）的一個村落，並擊殺26人，俘獲38人；陸戰隊則三人戰死，十人受傷。由於屢次突襲均未有遭遇大規模的北越部隊，刺匕首行動自此終止。
12月8日，美國海軍陸戰隊、游騎兵及南越陸軍第1軍（ARVN I Corps）組成三角洲特遣隊（Task Force Delta），聯合攻擊合德以東、桂山縣一帶的谷地（Phouc Ha Valley）。收獲月行動（Operation Harvest Moon）開始。當日與9日，先出發的游騎兵與南越陸軍被越共第一團猛擊。10日早上，福治谷號先派出15架UH-34D直升機，運載陸戰隊登陸作戰。直升機隊與著陸的步兵遭受頑抗，直到傍晚才逐步會合。然而次日，越共第一團放棄陣地撤退。11日下午，魏摩蘭決定派B-52轟炸機轟炸山谷。12日B-52進行兩次轟炸；13日早上陸戰隊開始前進，搜索北越軍隊；14日B-52再次進行轟炸；18日陸戰隊與越共激戰，最後迫使越共撤出谷地。期間福治谷號及朱萊的直升機為步兵作空中密接支援，並撤走部份傷兵。陸戰隊則在19日與20日依次返回福治谷號。稍後福治谷號離開越南，在沖繩卸載陸戰隊，並在當地度過聖誕及新年。
1966年1月3日，福治谷號前往朱萊，稍後則到蘇比克灣維修。20日福治谷號到民都洛演習，預備稍後的雙鷹行動（Operation Double Eagle）。27日福治谷號前往越南，行動則於次日開始。超過5,000名陸戰隊在廣義市以南登陸，並配合第1騎兵師及南越政府軍，攻擊潛藏邊境的越南人民軍第325師。福治谷號的陸戰隊被編入預備役，故福治谷號只有派直升機運載糧食及彈藥到前線，並撤走前線傷兵。然而北越軍主力已南下平定省，美軍只遇上少數遊擊隊。陸戰隊於2月17日陸續返回艦上。此時美軍再接獲情報，指越共第一團返回早前收獲月行動的桂山縣地區。福治谷號等隨即北上，並在19日派陸戰隊登陸。然而情報過時，第一團早已離去。接著十日，陸戰隊逐一搜查當地村落，僅有零星交火。26日福治谷號前往峴港，於27及28日卸載陸戰隊，然後到蘇比克灣卸載直升機小隊。3月5日福治谷號運載另一直升機小隊到峴港，再返回蘇比克灣。7日福治谷號前往橫須賀休整維修。27日福治谷號啟程返國，途經珍珠港，於4月9日返抵長灘。
返國後，福治谷號一直留在近岸訓練演習。8月福治谷號前往西太平洋，途經珍珠港及威克島，於沖繩卸載陸戰隊，最後於10月1日抵達峴港，並卸載直升機。福治谷號隨即再到沖繩，搭載另一批陸戰隊及直升機，在8日抵達蘇比克灣，並在民都洛與第七艦隊演習。25日福治谷號再到峴港卸載裝備，然後前往香港休整，最後於沖繩卸載陸戰隊，開始返國。12月1日福治谷號返抵長灘，於13日進入長灘船廠翻修。
1967年7月14日，福治谷號翻修完畢，留在近岸訓練。11月福治谷號到聖地牙哥搭載戰機、直升機及小艇，然後運送到西太平洋。福治谷號先到蘇比克灣卸載戰機及小艇，然後到順化市富牌（Phu Bai）卸載直升機，於11月29日抵達。12月2日福治谷號返回蘇比克灣演習。19日福治谷號前往峴港，於21日派陸戰隊登陸由靈縣，搜索北越軍隊。堡壘嶺行動（Operation Fortress Ridge）展開。首日陸戰隊與北越軍隊交戰，但次日北越軍隊撤退，稍後陸戰隊亦未能有發現北越主力，於24日陸續返回艦上。26日福治谷號又派陸戰隊登陸廣治省索敵，開始獾牙行動（Operation Badger Tooth）。次日陸戰隊終於在一個村落遭遇北越的第116營，並與之激戰。27日晚北越軍隊撤退，28日陸戰隊佔領村落。31日新年停火令生效，陸戰隊陸續返回艦上。1968年1月2日，福治谷號前往峴港休整。
1月9日，福治谷號到洞海市外海執勤。21日，溪生戰役爆發。此時北越遊擊隊亦開始侵襲溪生以東不遠的東河市，並嘗試切斷河道運輸補給。23日福治谷號派陸戰隊登陸該處，以保衛河道，獾爪行動（Operation Badger Catch）開始。26日行動更名為鹽田行動（Operation Saline），並配合另一登陸部隊的拿破崙行動（Operation Napoleon），守衛河道。27日，為期七日的春節停火令生效。30日北越發動春節攻勢，攻擊南越各地大小城市。福治谷號在近岸執勤至2月18日，然後撤回蘇比克灣維修。福治谷號分別在3月6日至4月14日及4月28日至6月3日，再次派陸戰隊參與鹽田行動，期間則到蘇比克灣休整。6月7日，福治谷號南下峴港，派陸戰隊登陸搜索越共遊擊隊。行動在14日結束，福治谷號返回菲律賓，並在7月1日至3日演習。演習後福治谷號將陸戰隊及直升機轉移到的黎波里號（USS Tripoli, LPH-10），然後前往香港休假。13日福治谷號前往沖繩卸載部分彈藥，再經橫須賀及珍珠港，於8月3日返抵長灘，結束巡航。稍後福治谷號進入船廠翻修，而春節攻勢則在9月底結束。
翻修後，福治谷號留在近岸訓練。1969年1月30日，福治谷號離開長灘，作最後一次巡航。福治谷號先在聖地牙哥搭載直升機，再途經珍珠港，在2月18日於蘇比克灣接替的黎波里號，並搭載陸戰隊。3月10日福治谷號開始在峴港外海執勤，並派陸戰隊登陸，支援廣南省安和盆地（An Hoa Basin）的美軍及南越軍隊。3月18日行動結束，福治谷號卸載直升機後，返回蘇比克灣待命。
5月3日，福治谷號再次前往峴港執勤，派直升機作空中密接支援，並收回部分陸戰隊。6月10日，福治谷號在峴港搭載另一批陸戰隊返回沖繩，於16日抵達。稍後福治谷號留在沖繩訓練，然後再到蘇比克灣。7月8日福治谷號再到峴港執勤，繼續作空中密接支援。24日，福治谷號參與勇敢艦隊行動（Operation Brave Armada），派陸戰隊登陸朱萊及廣義市附近地區，搜索並攻擊北越軍隊或遊擊隊。行動在8月7日結束。福治谷號到峴港卸載陸戰隊，然後在13日前往沖繩卸載直升機，於17日抵達。稍後福治谷號到香港休假，在22日抵達。同日海軍宣佈福治谷號即將退役。9月3日福治谷號到峴港搭載軍資返國，於當晚前往沖繩，再於11日經橫須賀，於22日返抵長灘，結束巡航。

## 結局與榮譽
返國後，福治谷號卸載軍資及彈藥。10月31日，福治谷號開始在長灘預備退役。1970年1月15日，福治谷號正式退役，艦名亦於同日除籍。1971年10月29日，福治谷號被海軍出售拆解。
福治谷號三次獲頒海軍部隊嘉獎，在韓戰獲得八顆參戰星章，越戰則獲得九顆。全部榮譽見下表：
| Bronze star · Bronze star                             |                                                                     |                                                       |
| Bronze star                                           | Bronze star                                                         | Silver star · Bronze star · Bronze star · Bronze star |
| Bronze star · Bronze star · Bronze star · Bronze star | Silver star · Bronze star · Bronze star · Bronze star · Bronze star |                                                       |
|                                                       |                                                                     |                                                       |

|                         | 海軍部隊嘉獎： 三次         |                             |
| 海軍功績部隊嘉獎： 兩次 | 國防部服役獎章： 兩枚       | 韓國服役獎章： 八枚參戰星章 |
| 武裝部隊遠征獎章： 五枚 | 越南服役獎章： 九枚參戰星章 | 棕櫚葉越南英勇十字部隊嘉獎  |
| 聯合國韓戰獎章          | 越南共和國戰役獎章          | 韓戰服役獎章： （追授）     |